# Tadeusz Mann
Tadeusz Mann (ur. 4 grudnia 1908 we Lwowie, zm. 27 listopada 1993 w Cambridge) – polski biochemik.
Był synem Wilhelma Manna i Emilii z domu Quest, a także bratankiem Józefa Manna. Jego przodkowie byli kolonistami niemieckimi pochodzącymi z Nadrenii, osiadłymi we Lwowie. Jego braćmi byli Kazimierz Mann, malarz i grafik oraz Roman Mann, scenograf filmowy i architekt. Był żonaty z Cecylią Lutwak. Stryj Wojciecha Manna.

## Działalność zawodowa
Ukończył studia na Wydziale Lekarskim Uniwersytetu Jana Kazimierza we Lwowie z tytułem lekarza medycyny w 1931. Stypendysta Fundacji Rockefellera, Cambridge (1935), doktor filozofii (Ph. D. University of Cambridge, 1937), doktor habilitowany z zakresu biochemii (Lwów, 1938), doctor of science (Sc. D. – University of Cambridge, 1950), członek Królewskiego Towarzystwa Nauk (F.R.S. – Fellow of the Royal Society, 1951), University Reader in Physiology of Animal Reproduction (Cambridge, 1953-1967), dyrektor A.R.C. Unit of Reproductive Physiology and Biochemistry Cambridge 1954-1976, profesor Uniwersytetu Cambridge (1967-1976), visiting professor Uniwersytetu Stanowego Floryda (1962-1963) oraz Uniwersytetu w Waszyngtonie (1967-1968 i 1978-1982), visiting scientist at the National Institute of Health w Bethesda (1978-1982), członek zagraniczny L’Academie Royale de Medicine de Belgique (1965), Polskiej Akademii Nauk (1980), Polskiej Akademii Umiejętności (1993).

## Odznaczenia
- Komandor Orderu Imperium Brytyjskiego (1962, za zasługi na polu nauki)[3]
- Kawaler Orderu Zasługi Republiki Włoskiej (1966)
- odznaczenie Amerykańskiej Akademii Nauk (1955), Uniwersytetu we Fryburgu (1971)
- odznaczenie Francuskiego Towarzystwa Biochemicznego (1958)
- odznaczenie Włoskiego Instytutu L. Spallanzaniego (1964)
- odznaczenie Brytyjskiego Towarzystwa Badań Płodności (1976).

## Honorowe doktoraty
- Doktor honoris causa Uniwersytetu w Gandawie (1966)
- Doktor honoris causa Akademii Rolniczej w Krakowie (1973)
- Doktor honoris causa Uniwersytetu w Hanowerze (1977)

## Fundacje
- Z okazji 100-lecia studiów rolniczych w Krakowie utworzył specjalny Fundusz Cecylii i Tadeusza Mannów, na cele związane z działalnością Akademii Rolniczej w Krakowie, w zakresie badań fizjologii rozrodu zwierząt, głównie na wspieranie wyjazdów naukowych młodych pracowników, a także zakup odczynników chemicznych, aparatury laboratoryjnej oraz książek i czasopism naukowych.
- Thaddeus Mann Studentship – Eastern and Central Europe - fundacja dla studentów z Polski kształącących się w Cambridge.

## Publikacje
- Mann, Thaddeus: Spermatophores; Heidelberg, 1984
- Mann, Thaddeus; Lutwak-Mann, Cecilia: Male Reproductive Function and Semen - Themes and Trends in Physiology, Biochemistry and Investigative Andrology; Heidelberg, 1981
- Autor ponad 250 prac naukowych i książek.